# Viktor Rydberg

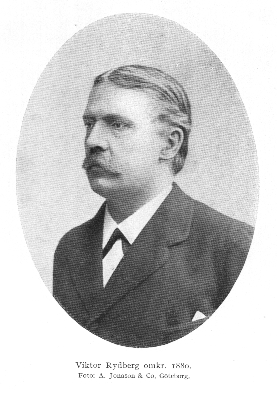
Viktor Rydberg in 1880.

Abraham Viktor Rydberg (Jönköping, 18 december 1828 - Djursholm,  21 september 1895) was een Zweeds schrijver, dichter en cultuurhistoricus.

## Biografie
Viktor Rydberg was de zoon van een gevangenisbeambte en een vroedvrouw. Zijn moeder stierf in 1834 aan cholera. Zijn vader werd alcoholist en Viktor werd aan de armenzorg toevertrouwd, waardoor hij bij verschillende pleegouders opgroeide. Zijn schoolopleiding zette hij stop om een baantje als journalist aan te kunnen nemen. Later haalde hij zijn schoolachterstand in en ging rechten studeren in Lund. Die studie gaf hij na een jaar om financiële redenen op. Vanaf 1855 werkte hij meer dan 20 jaar voor een dagblad in Göteborg. Hij was politiek actief en is ook parlementslid geweest. In 1877 verkreeg hij een ere-doctoraat aan de Universiteit van Uppsala en werd hij verkozen tot lid van de Zweedse Academie. In 1884 werd hij benoemd tot professor in de Cultuurgeschiedenis.
Hij was gehuwd met Susen Hasselblad.

## Werk

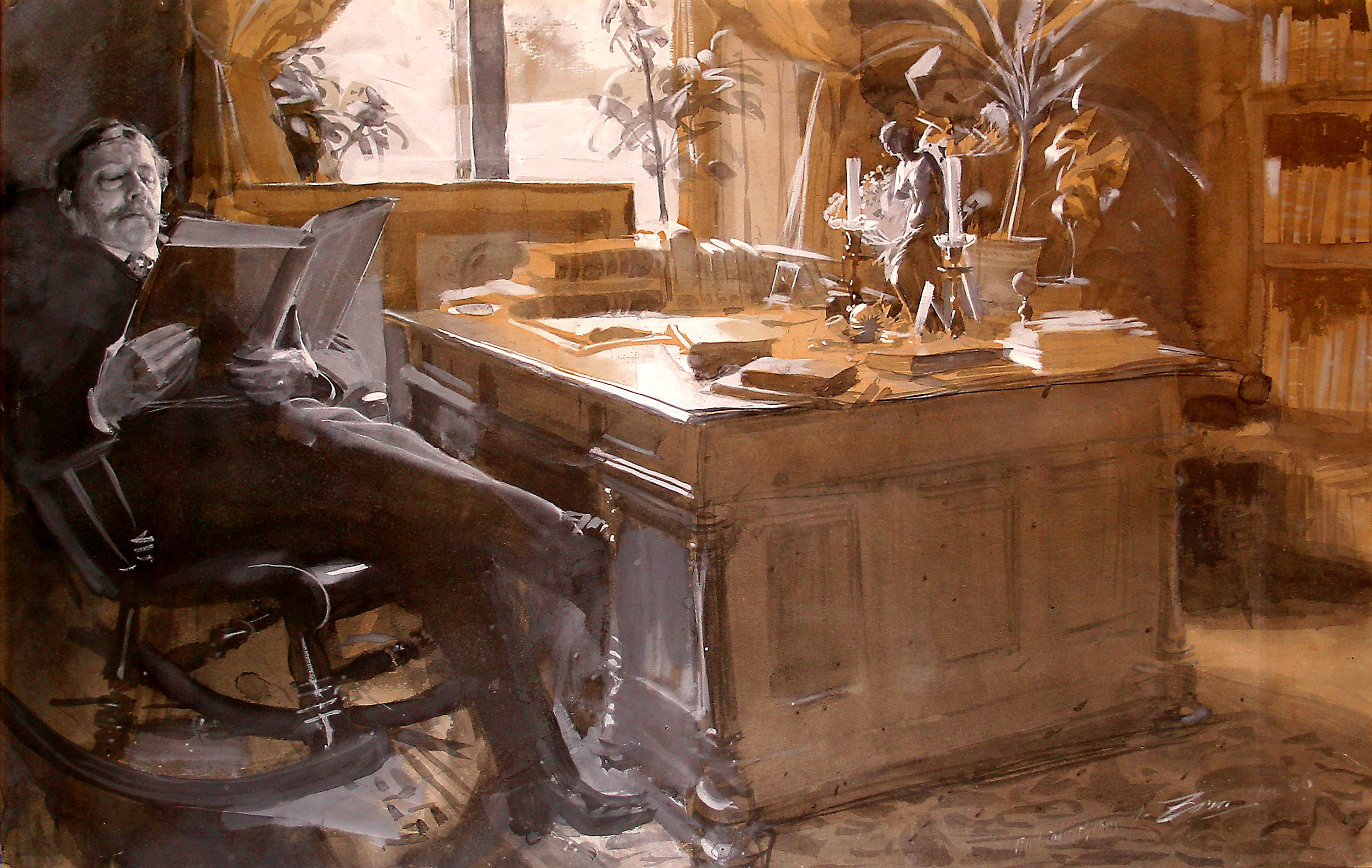
Viktor Rydberg leest een boek in zijn schommelstoel, schilderij van Anders Zorn

Ondanks zijn achtergrond van sterk christelijk geloof, slaagde hij erin om liberaler te gaan denken en in de vooruitgang te geloven. Op basis daarvan, en niet vanuit een principieel anti-christelijk standpunt, verwoordde hij scherpe aanklachten tegen een dogmatisch kerkelijk christendom.

### Romans
Viktor Rydberg kreeg vooral naambekendheid door zijn romans. 
Bekendst is Singoalla uitgegeven in 1857: een in de Middeleeuwen gesitueerd verhaal over een verboden liefde tussen een ridder en een zigeunerin. Dit boek werd in 1949 verfilmd.
In 1859 verscheen Den siste Atenaren (De Laatste Athener): een kleurrijke historische roman over de strijd tussen de "heidense" godsdiensten en het opkomend christendom in Athene. Opmerkelijk hierin is dat de christenen hier staan voor het negatieve: geweld, dogmatisch denken en fundamentalisme; terwijl de heidenen het positieve, verstandige, humanistische vertegenwoordigen.
Ook in de roman Vapensmeden (De Wapensmid) verdedigt Rydberg een liberaal gedachtegoed.

### Andere werken
Laat in zijn carrière (1882 en 1891) publiceerde hij ook gedichtenverzamelingen. Zijn gedichten behandelden vaak filosofische vraagstukken.
Zijn boek Bibelns lära om Kristus (leer van de Bijbel van Christus) baarde bij het verschijnen heel wat opzien. Hij stelde dat het dogma van de Heilige Drievuldigheid niet in de evangeliën voorkomt en een uitvinding is van latere concilies. Jezus zou een voorbeeldig en uitzonderlijk mens zijn, maar niet God: een gedurfde stelling in een land waar op dat moment geen godsdienstvrijheid heerste.
- Bibsys: 90080075
- Bibliothèque nationale de France: cb121681780 (data)
- Catàleg d'autoritats de noms i títols de Catalunya: 981058513215506706
- CiNii: DA03443948
- Gemeinsame Normdatei: 118793837
- International Standard Name Identifier: 0000 0001 2320 7002
- KulturNav: 684795ea-7cdb-44e7-9a78-785b82901e74
- Library of Congress Control Number: n79034488
- Nationale Bibliotheek van Letland: 000016200
- MusicBrainz: c3e01edf-b941-4a7e-b2c9-12b6f80f385d
- Bibliotheek van het Japanse parlement: 00455066
- Nationale Bibliotheek van Tsjechië: jn20000604744
- Nationale bibliotheek van Australië: 35857498
- Nationale Bibliotheek van Israël: 987007277137205171
- Nationale en Universitaire bibliotheek Zagreb: 000104763
- Nederlandse Thesaurus van Auteursnamen: 071113215
- Réseau des bibliothèques de Suisse occidentale: 02-A003773247
- Istituto Centrale per il Catalogo Unico: CUBV138302
- LIBRIS: 88653
- SNAC: w6k38b5j
- Système universitaire de documentation: 030219620
- Trove: 1118563
- Virtual International Authority File: 51730265
- WorldCat: E39PBJh8Q3JBrbwVg89bDYdYT3